# Eugène Dutuit
Eugène Dutuit est un historien de l'art et collectionneur français né le 7 avril 1807 à Marseille et mort le 25 juin 1886 à Rouen.

## Biographie
Né dans une famille de négociants en coton, il grandit à Rouen où il devient avocat, mais n'exerce jamais. Il voyage aux Pays-Bas dès 1826 afin de visiter les musées locaux et fait don en 1845 de six cents estampes à la bibliothèque de Rouen.
Notable local, il est élu membre de l'Académie des sciences, belles-lettres et arts de Rouen en 1846 et adjoint au maire (1846-1874, sauf 1848-1849). Il demeure quai du Havre.
Il part pour Brighton lors de l'invasion prussienne de 1870-1871, ce qui lui permet de nouer des contacts en Angleterre, notamment au sein du Burlington Fine Arts Club de Londres. Il signe en 1877 avec l'éditeur A. Lévy pour un Manuel de l’amateur d’estampes (qu'il n'achève jamais) puis pour Œuvre complet de Rembrandt.
À la mort de son frère Auguste Jean-Baptiste en 1902, leur collection d'œuvres d'art est léguée à la Ville de Paris : elles sont à l'origine de la collection d'estampes du Petit Palais. Une des conditions du legs est l'entretien à perpétuité de la tombe de la famille Duclos-Dutuit au cimetière du Père-Lachaise par la Ville de Paris,.
Dutuit avait une grande sensibilité esthétique, ainsi que le révèle le grand nombre d'estampes de Rembrandt de grande qualité (beaux supports, parchemin, papier japon ou oriental) et très bien conservées.
Son nom a été donné à une rue de Rouen ainsi qu'à une avenue de Paris (8e arrondissement, à proximité du Petit Palais).